# Арнольд (маркграф Штирии)
Арнольд II (нем. Arnold II; ум. ок. 1055) — маркграф Карантанской марки (Штирии) в 1035—1055 годах. Представитель Вельс-Ламбахской династии.
Сын Арнольда I Вельс-Ламбахского и дочери Арибо I, пфальцграфа Баварии.
Родовые владения Арнольдов (прежде всего, города Вельс и Ламбах) располагались на территории современной земли Верхняя Австрия, к югу от Дуная. В 1035 году император Конрад II передал Арнольду II Карантанскую марку, отобранную у мятежных Эппенштейнов. Марка находилась в то время в вассальной зависимости от Каринтии.
Арнольду удалось добиться фактической самостоятельности Карантанской марки и расширить её территорию, присоединив ряд верхнештирийских графств и территорию Средней Штирии вниз по Муре. В состав владений Вельс-Ламбахов входило и графство Питтен в Нижней Австрии, правителем которого стал сын Арнольда II Готфрид.
В 1055 году Арнольд II удалился в монастырь, а Карантанская марка перешла под власть дома Траунгау, в период правления которого маркграфство достигло своего расцвета.

## Дети
- Регилинда Верденская:

Готфрид (ум. 1055), маркграф Карантанской марки (c 1042)
Арнольд III (ум. ок. 1055)
Адальберо (ум. 1090), епископ Вюрцбурга